# Carrozzeria Francis Lombardi
La Carrozzeria Francis Lombardi est une entreprise de carrosserie automobile italienne fondée à Verceil en 1947 par Carlo Francesco Lombardi (1897-1983), As de l'aviation italienne durant la Première Guerre mondiale, alors âgé de 50 ans.

## Histoire
Après avoir été un as de l'aviation italienne, il suit Gabriele D'Annunzio dans la Campagne de Fiume. Devenu une personnalité politique, il crée la société AVIA - Azionaria Vercellese Industrie Aeronautiche. À peine terminée la Seconde Guerre mondiale, Francis Lombardi, qui a toujours eu une passion pour l'automobile, crée à Verceil un atelier de construction de carrosseries. Les premières réalisations consistaient à transformer des berlines Lancia Aprilia en break/familiales avec une finition luxueuse en bois.

## Les modèles portant la griffe «Francis Lombardi»

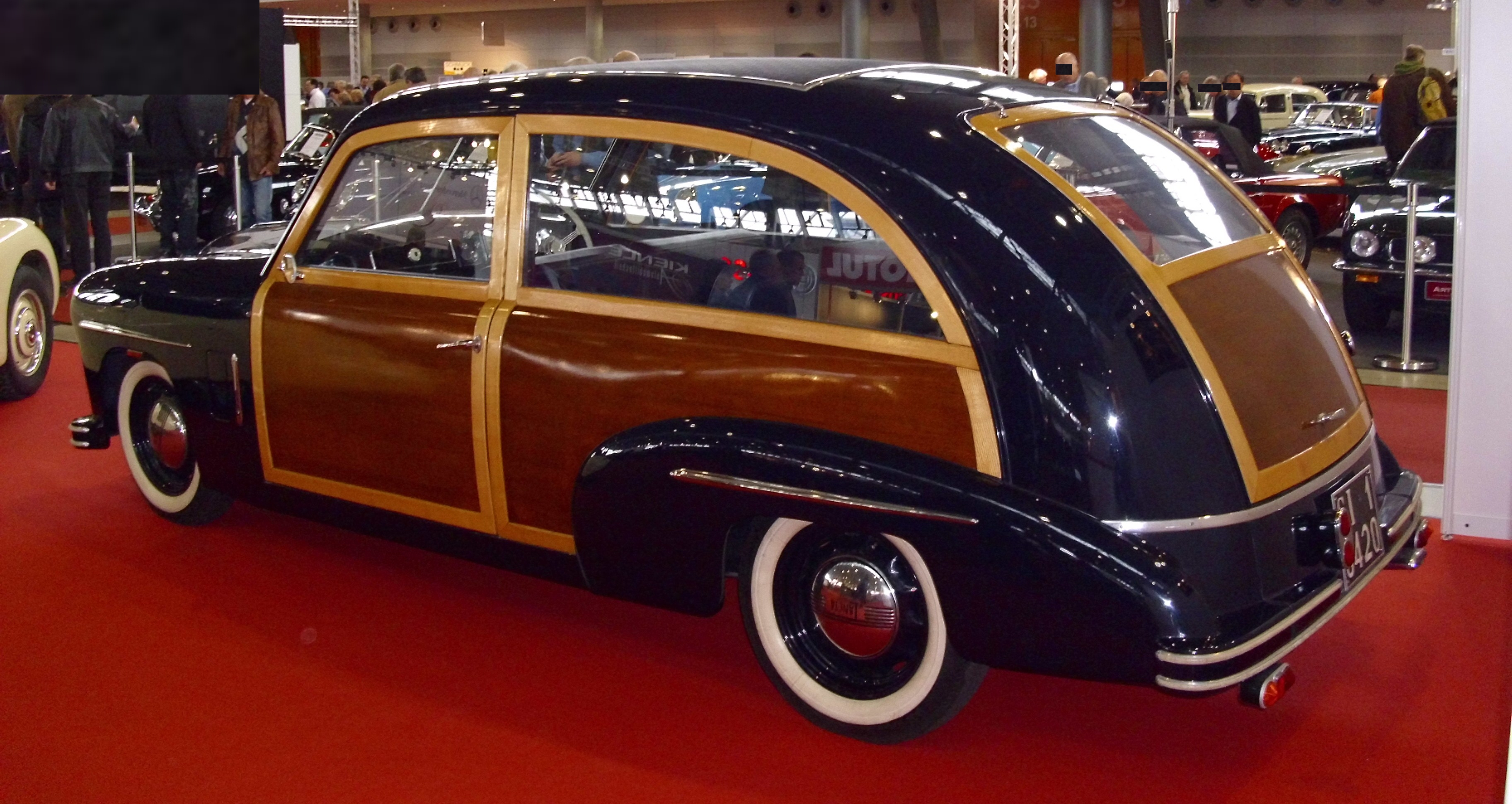
Une Lancia Aprilia transformée par Francis Lombardi (1948)

Rapidement, la clientèle italienne qui aimait les carrosseries fuori serie va faire croître l'entreprise. Elle réalisera plusieurs transformations structurelles sur des voitures comme la transformation en limousines des Fiat 1400 et Fiat 1800/2100 President avec l'allongement de l'empattement et un aménagement intérieur luxueux. Le modèle d'exception sera la Fiat 2300 commandée en 1966 par le Vatican pour les déplacements officiels du pape Paul VI, une voiture avec le toit amovible en verre.  

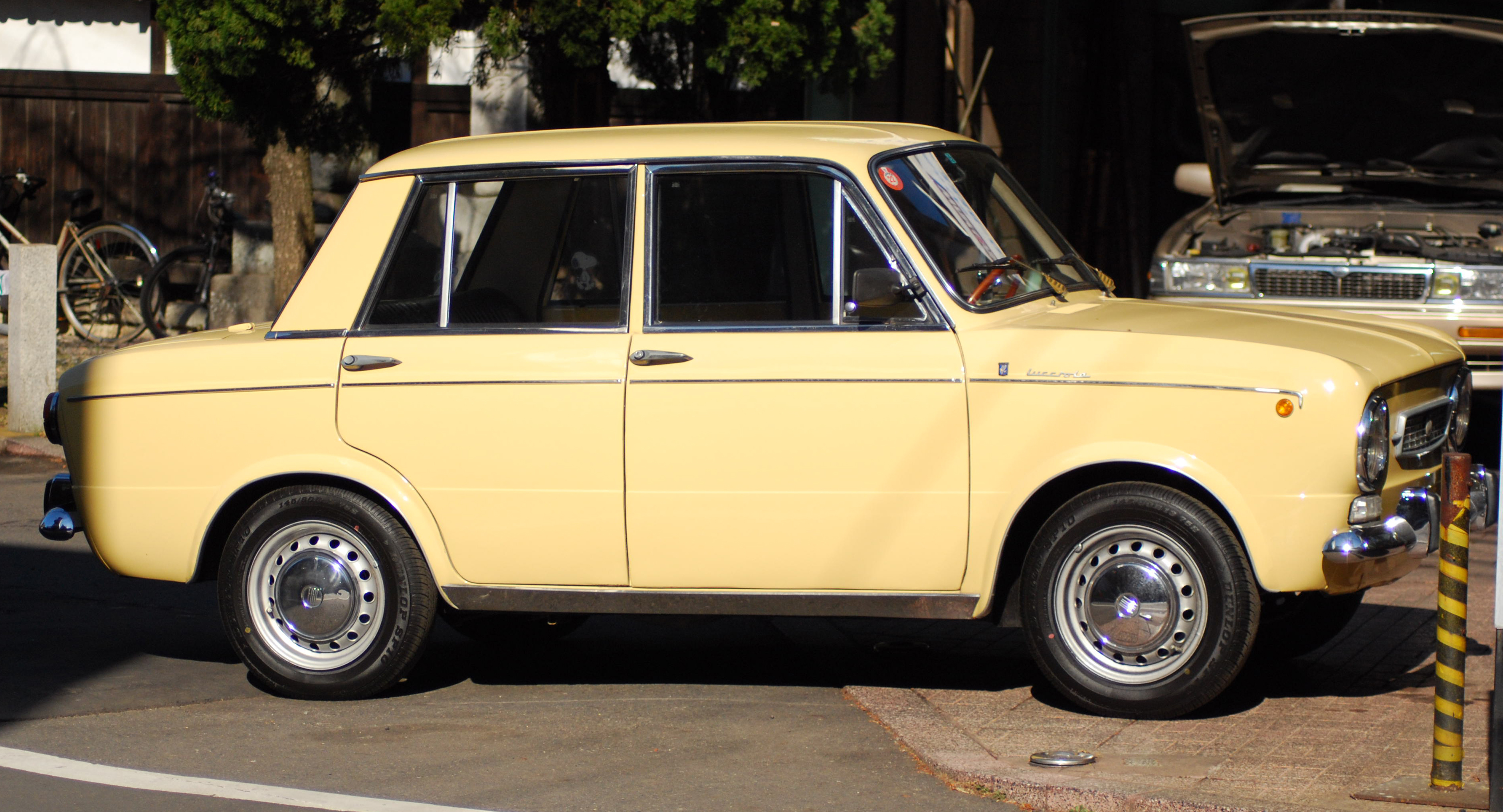
Une Fiat 850 Lucciola (carrosserie Lombardi) photographiée à Tokyo en 2010

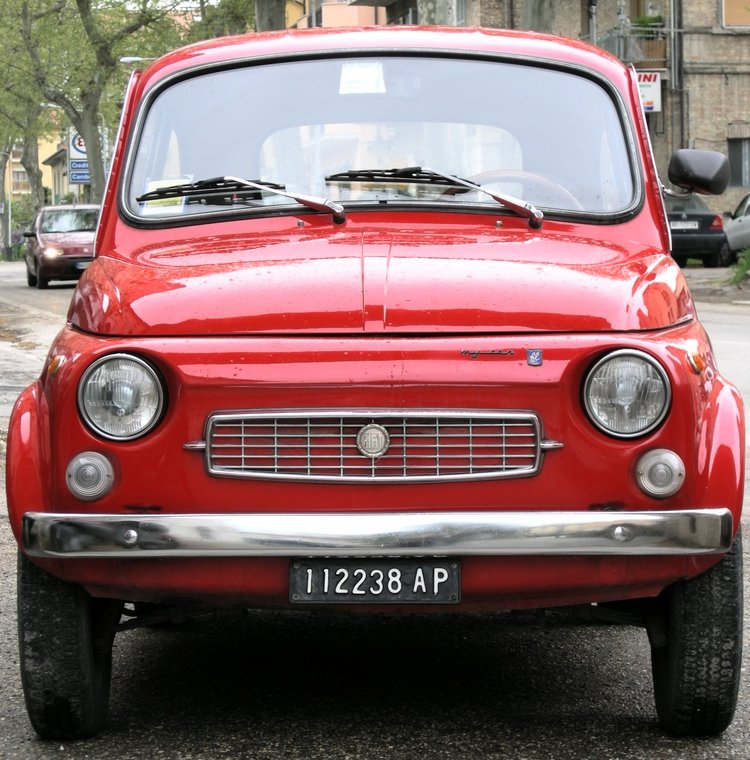
Fiat 500 My Car Lombardi de 1971

La Carrozzeria Lombardi s'est fait remarquer pour ses transformations de modèles Fiat, les Fiat 600 et 850 notamment, en versions 4 portes et la 127 en 5 portes. La version travaillée par Francis Lombardi de la Fiat Nuova 500 baptisée My Car a connu un énorme succès en Italie. 
Au cours de la seconde partie des années 1960, Francis Lombardi a créé des versions Coupé sur des bases Fiat et la NSU Prinz 1000 TTS.
Dans les années 1970, Francis Lombardi réalisa plusieurs versions avec des carrosseries fuori serie sur la base des Fiat 128 et Lancia 2000